# Masaya Yuma
Masaya Yuma (født 4. juni 1993) er en japansk fodboldspiller, som spiller for den japanske fodboldklub Blaublitz Akita.